# پیر گریه
پیر گریه (فرانسوی: Pierre Grillet‎; ۲۱ مارس ۱۹۳۲ – ۱۰ ژانویهٔ ۲۰۱۸) بازیکن فوتبال اهل فرانسه بود.
از باشگاه‌هایی که در آن بازی کرده‌است می‌توان به باشگاه فوتبال تولوز و باشگاه فوتبال نانت اشاره کرد.
وی همچنین در تیم ملی فوتبال فرانسه بازی کرده‌است.